# Wall Street (película)
Wall Street es una película de 1987 dirigida por Oliver Stone, quien también coescribió el guion con Stanley Weiser. Está protagonizada por Michael Douglas y Charlie Sheen. La película tiene una secuela: Wall Street 2: el dinero nunca duerme (2010).

## Argumento
Bud Fox (Charlie Sheen) es un joven broker, corredor de la bolsa de valores que intenta abrirse camino en Wall Street trabajando en una oficina que ofrece el servicio de inversiones.
Durante el día trabaja en Jackson Steinem y en sus ratos libres intenta conocer a uno de los grandes magnates de las inversiones a quien admira: Gordon Gekko (Michael Douglas). En la celebración de su cumpleaños le regala una caja de habanos cubanos, logra llamar su atención en una reunión y le revela información clasificada, que hará subir las acciones de la compañía aérea donde trabaja su padre. Gekko investiga y decide contratarle como agente, por su persistencia y para aprovecharse de sus contactos, y así tratar de conseguir información clasificada de otros inversionistas, para hacer nuevas inversiones en la bolsa de valores con más beneficios económicos. 
Bud Fox descubre que su admirado Gordon Gekko es un hombre sin escrúpulos, al que únicamente le importa el dinero y que sería capaz de hacer cualquier cosa para conseguir sus objetivos; tras convencerle, aparentemente, de que compre la aerolínea donde trabaja su padre para rescatarlas de la quiebra, descubre que el verdadero plan de Gordon Gekko es dividir la compañía de la aerolínea y venderla para llevarse un beneficio inmediato, al tener la mayoría de las acciones, aun a costa de dejar a los empleados de la aerolínea en la calle.
Tras sacar a la luz el engaño ante los sindicatos de la aerolínea, Bud Fox organiza una campaña de especulación financiera para hundir las acciones de la compañía en un solo día y forzar a Gordon Gekko a venderlas, logrando así que uno de sus rivales (Sir Lawrence Wildman) compre la compañía a bajo costo y la salve de la quiebra, a cambio de no venderla en partes como quería hacerlo Gordon Gekko.
Finalmente, Bud Fox es detenido por aprovecharse de información privilegiada, pero al negociar con el fiscal logra reducir su pena a cambio de ayudar a descubrir las estrategias ilegales de Gekko y encerrar a este.

## Reparto
| Actor            | Personaje            |
| ---------------- | -------------------- |
| Michael Douglas  | Gordon Gekko         |
| Charlie Sheen    | Bud Fox              |
| Daryl Hannah     | Darien Taylor        |
| Hal Holbrook     | Lou Mannheim         |
| Martin Sheen     | Carl Fox             |
| John C. McGinley | Marvin               |
| Terence Stamp    | Sir Lawrence Wildman |
| Sean Young       | Kate Gekko           |
| James Spader     | Roger Barnes         |
| Saul Rubinek     | Harold Salt          |
| James Karen      | Lynch                |
| Frank Adonis     | Charlie              |

## Producción
El director pensó en Richard Gere y Warren Beatty para interpretar a Gordon Gekko, pero el papel lo interpretó Michael Douglas. Y Tom Cruise quiso interpretar a Bud Fox, pero Charlie Sheen se le adelantó.
La banda sonora la compuso Stewart Copeland, el legendario batería de The Police.

## Temas
La película se ha convertido en la muestra arquetípica de los excesos de la década de 1980, con Douglas defendiendo que:

"la codicia, a falta de una palabra mejor, es algo bueno".

Wall Street se define a sí misma mediante una serie de conflictos morales que enfrentan la riqueza y el poder contra la simplicidad y la honradez.
El personaje de Carl encarnado por Martin Sheen representa en la película a la clase trabajadora: es el líder del sindicato de los trabajadores de mantenimiento de Bluestar. En forma permanente Carl ataca a los grandes negocios, el dinero, las inspecciones obligatorias de drogas, a los fabricantes codiciosos y toda otra cosa que él percibe como una amenaza contra su sindicato. 
El conflicto entre la búsqueda permanente de riqueza por parte de Gekko y el enfoque de izquierda por parte de Carl Fox son la base del trasfondo de la película. Este trasfondo puede ser descrito conceptualmente por los dos padres que luchan por el control sobre la moral de su hijo, un concepto que Stone ya había utilizado en Platoon. 
En Wall Street el trabajador Carl Fox y el hombre de negocios inescrupuloso Gordon Gekko representan a los padres. Los productores de la película utilizan a Carl como su voz en la película, una voz que llama a la razón en medio de la destrucción creativa que resulta de la filosofía personal fuera de control de Gekko.
Una escena importante de la película es un discurso de Gekko en una reunión de accionistas de Teldar Paper, una empresa que está planeando comprar. Stone utiliza esta escena para darle a Gekko, y por extensión, a los riders de Wall Street que personifica, la oportunidad de justificar sus acciones, lo cual hace en forma memorable, llamando la atención en cuanto a los desperdicios que las corporaciones de Estados Unidos acumularon durante los años de postguerra y de lo cual él se considera un "liberador".
La inspiración para el discurso "la codicia es buena" parecería proviene de dos fuentes. La primera parte, en la que Gekko se queja en cuanto a que la dirección de la empresa solo es dueña de menos del tres por ciento de las acciones, y que posee demasiados vicepresidentes, está tomada de discursos similares y comentarios realizados por Carl Icahn con respecto a empresas que estaba intentando comprar o controlar. La defensa de la codicia está basada en una charla que el agente de bolsa Ivan Boesky (quien luego fue acusado de prácticas desleales en la bolsa de comercio), dio el 18 de mayo de 1986, en la Escuela de Negocios de la UC Berkeley, cuando expresó:

"No hay nada malo en cuanto a la codicia. Yo quiero que ustedes sepan esto. Yo creo que la codicia es sana. Se puede ser codicioso y aun así estar bien con uno mismo".

Wall Street no es una crítica global del sistema capitalista, solo de la cultura cínica y de réditos rápidos propia de la década de 1980. Los personajes "buenos" de la película son capitalistas, pero de una manera más estable y que reconocen el esfuerzo por ganarse el sustento. 
En una escena, Gekko reacciona ante la pregunta de Bud Fox sobre el valor moral del trabajo duro, citando el ejemplo del propio padre de Gekko, quien trabajó con gran dedicación toda su vida y falleció siendo pobre. Lou Mannheim, como arquetipo del hombre de edad sabio, expresa al comienzo de la película, que:

"a veces toma tiempo lograr buenos resultados"

 en referencia a IBM y Hilton. Por el contrario, el credo de Gekko en cuanto a que "la codicia es buena" tipifica la visión cortoplacista que prevalecía en la década de 1980.

## Premios
- Premio Oscar 1988: al mejor actor principal (Michael Douglas).
- Premio Globo de Oro 1988: a la mejor actuación en cine – Drama (Michael Douglas).
- Premio KCFCC 1988: al mejor actor (Michael Douglas).
- Premio National Board of Review 1987: al mejor actor (Michael Douglas).
- Premio David di Donatello 1988: al mejor actor extranjero (Michael Douglas).
- Premio Nastro d'argento 1988: al mejor actor extranjero (Michael Douglas).

También recibió el premio Razzie 1988: a la peor actriz secundaria (Daryl Hannah).

## Secuela
En 2010 se estrenó la secuela de Wall Street, Wall Street 2: El dinero nunca duerme, protagonizada por Michael Douglas y Shia LaBeouf, con Charlie Sheen haciendo una breve aparición a modo de cameo.